# Basta (televisieprogramma)
Basta is een Vlaams televisieprogramma dat in het voorjaar van 2011 werd uitgezonden op de Vlaamse openbare zender Eén. Het was een combinatie tussen een komisch televisieprogramma, een actualiteitenrubriek en een misdaadprogramma. Het programma handelde over zelfgeknutselde onderzoeksjournalistiek. Men kaartte actuele frustraties aan en gaf de veroorzakers een koekje van eigen deeg. De reeks werd gemaakt door het cabaretviertal Neveneffecten (Jonas Geirnaert, Lieven Scheire, Koen De Poorter en Jelle De Beule) bij het productiehuis Woestijnvis.
De bekendheid van Basta steeg enorm toen ze in hun aflevering rond belspelletjes op 17 januari 2011 het bedrog van de organisatoren onthulden. Twee dagen na de uitzending kondigden de Vlaamse commerciële televisiezenders officieel aan dat ze voortaan geen belspelletjes meer zouden uitzenden. Vanwege deze spectaculaire stunt kregen het programma en hun makers veel media-aandacht en lof bij de bevolking.
Neveneffecten kreeg anderhalf jaar de tijd om negen afleveringen van het bejubelde 'Basta' te maken, maar leverde er slechts zes volgens een anonieme VRT-bron in Het Belang van Limburg van 24 november 2012. In een podcastinterview gaf Tom Lenaerts te kennen dat een week voor de reeks zou starten "er ernstig over was gepraat om alles af te blazen".
Neveneffecten besloot ondanks de vraag van de VRT en Woestijnvis geen tweede seizoen van het programma te maken. Wel wordt er door de Nederlandse omroep de VARA een variant op het programma gemaakt, die onder de titel Rambam sinds januari 2012 op de Nederlandse televisie wordt uitgezonden.

## Spraakmakend

### Geld terugvragen van de banken
Toen er in 2008 een bankencrisis in België was, kregen verschillende banken in België overheidssteun. Dit werd betaald met belastinggeld. De makers van Basta wilden dat geld wel graag terug. In de eerste aflevering probeerden ze het beleefd terug te vragen, maar dit werd niet serieus genomen. Daarna stalen ze in persoonlijke gesprekken met de banken stiekem spullen die op het bureau uitgestald stonden (zoals nietmachines, bekers etc.). De waarden van deze spullen lag echter niet hoger dan € 250. In aflevering drie besloten ze zelf een bank op te richten, de zogenaamde Fides Bank (fides is Latijn voor vertrouwen). Door op de markt van Vilvoorde hun bank te promoten verzamelden ze zo € 136. De presentatoren besloten wegens wanbeleid van de directie bonussen uit te keren, waardoor het geld van de mensen die toentertijd geïnteresseerd waren in de Fides Bank op was. In de vierde aflevering probeerden ze bij de Belgische overheid twintig miljard overheidssteun te krijgen. Dit lukte echter niet.

### Nepnieuws
In juni 2010 werd aangekondigd dat Woestijnvis door middel van een neponderzoeksbureau het afgelopen jaar valse persberichten naar de media liet sturen, vaak in het kader van de verkiezingen. Volgens het productiehuis was het initiatief een test in het kader van een nieuw televisieprogramma. Er werd heel wat kritiek geleverd op deze stunt. Er werd al onmiddellijk gespeculeerd dat de Neveneffecten er voor iets tussen zouden zitten. In de eerste aflevering bleek het inderdaad om een item van hun nieuwe programma Basta te gaan. Het ging onder meer om artikels als "Vlamingen zijn dappersten van alle Galliërs" en "Kiezers Open-Vld vrijen het vaakst".

### Helpdesk
In een item in de eerste aflevering leverde men kritiek op de telefonische helpdesks van grote telecomoperatoren. De mannen van Basta hadden zich op een ochtend in een container laten plaatsen, vlak voor de ingang van het hoofdkantoor van Mobistar. Op de zijkant van de container stond een telefoonnummer, dat direct gebeld werd door Mathieu, van security Mobistar. In de container deden de vier mannen een telefonische helpdesk na, gelijkend op die van Mobistar zelf. Na frequent te zijn doorgeschakeld, keuzemenu's doorlopen te hebben en opnieuw te hebben gebeld, lukte het Mathieu pas na 4 uur om de container weggehaald te krijgen.

### Belspellen
In de tweede aflevering was te zien hoe Basta iemand liet infiltreren in de wereld van de belspelletjes. De mol, Maxime De Winne, ging zes maanden undercover als belspelpresentator en bracht een ontluisterend beeld naar boven van misleiding en bedrog. Bovendien werd in de aflevering ook aangetoond dat bij rekenopgaven een onvindbare telsleutel werd gebruikt die bovendien niet in overeenstemming was met de wiskundige logica. Gaëtan De Weert, een fervent oplosser van deze rekenopgaven, kraakte tijdens de aflevering de telsleutel.
Na deze uitzending en een exclusief interview met Maxime De Winne in Humo, die opvallend reeds het einde van de belspelletjes voorspelden, kondigden VTM en 2BE aan te stoppen.

### SABAM
In de derde aflevering werd de auteursrechtenorganisatie SABAM op de korrel genomen. Eerst organiseerde ze een "Waar is iedereen fuif" waarbij niemand aanwezig is op het feestje om te kijken hoe doortastend een SABAM-controleur is, de controleur kwam meerdere keren opdagen. Daarna organiserden ze een feestje op 0,99 m2  om te voorkomen dat ze moeten betalen aan SABAM omdat SABAM de tarieven pas op één vierkante meter worden berekend, toen de controleur op kwam dagen moesten ze alsnog betalen omdat de SABAM-controleur 1-100 ook als 0-100 vierkante meter aanziet. Tot slot verzonnen ze namen van artiesten en gaf aan dat deze fictieve personen, die dus niet aangesloten waren bij SABAM, een optreden gaven. Enkele verzonnen namen waren Suzy Wan (oosterse voedingswaren), Ken Wood (merk consumentenelektronica), Kimberly Clark (merk hygiëneproducten) en Mister Cocktail & The Partymixers (een fles cocktail en een doos met verschillende hapjes). Hoewel deze artiesten niet aangesloten waren, stuurde SABAM toch een factuur. SABAM betaalde de som niet terug. Na de reportage pleitten zowel Groen! als N-VA ervoor om de organisatiestructuur van SABAM te veranderen.

### Kalfje Willy
Op 5 februari organiseerden de makers een barbecue voor een select publiek. Vooraf lieten ze echter zien welk kalf ze hiervoor wilden slachten. De kijkers konden via de website van Eén stemmen of het 'Kalfje Willy' mocht blijven leven of niet. Tijdens de barbecue veinsden ze dat het vlees afkomstig was van Willy (alhoewel de meerderheid stemde dat het dier mocht blijven leven). Het resultaat was dat enkele gasten plots gewetensbezwaren kregen. Achteraf verklaarde Basta dat ze nooit de intentie hadden om kalf Willy te slachten. Ze wilden met hun actie vooral aantonen dat de meeste vleeseters er geen probleem mee hebben om een anoniem dier op te eten maar wroeging zouden krijgen wanneer ze te horen krijgen welk specifiek dier ze aten.

### Internetfraudeurs
In de uitzending van 14 februari probeerden ze plegers van Nigeriaanse oplichting voor de gek te houden. Zo spraken ze af met een Afrikaanse fraudeur die beweerde goudpoeder te verkopen. Bij de ontmoeting lieten ze zichzelf door (onechte) politieagenten oppakken (een truc die lijkt op die uit de film The Sting), zodat de fraudeur zonder geld moest weggaan zonder iets te vermoeden.
Op het einde van de uitzending waarschuwden ze de kijker zelf nooit af te spreken met een internetfraudeur. Zelf hadden ze lijfwachten om alles veilig te laten verlopen.

### Internetiquette
Basta toonde in aflevering 6 met een gespeeld gesprek in een restaurant, hoe conversaties in het "echte leven" zouden verlopen als er dezelfde toon gebezigd werd als in internetdiscussies:
- Regel 1: Na verloop van tijd zal een van de twee partijen de andere met nazi's vergelijken. Dit heet: de wet van Godwin.
- Regel 2: Na een vergelijking met de nazi's zal er altijd een betweter zijn die verwijst naar de wet van Godwin. Dit is de tweede wet van Godwin.
- Regel 3: Een taalfout werkt op uw gesprekspartners als bloed op een school hongerige piranha's.
- Regel 4: Na een tijdje mengt zich een nieuwe partij in de discussie, die zich boven alle partijen stelt en iedereen begint uit te schelden omdat ze elkaar aan het uitschelden zijn.
- Regel 5: Even later komt de onvermijdelijke samenzweringstheorie ...
- Regel 6: Elke internetdiscussie in Vlaanderen zal, los van het onderwerp, onvermijdelijk eindigen in een communautaire discussie.

## Kijkcijfers
| Afl. | Kijkcijfer | Marktaandeel | Uitzenddatum België |
| ---- | ---------- | ------------ | ------------------- |
| 1    | 930.579    | 36,52%       | 10 januari 2011     |
| 2    | 919.039    | 37,73%       | 17 januari 2011     |
| 3    | 1.344.294  | 49,03%       | 24 januari 2011     |
| 4    | 1.185.361  | 43,28%       | 31 januari 2011     |
| 5    | 1.230.305  | 46,16%       | 7 februari 2011     |
| 6    | 1.092.087  | 41,16%       | 14 februari 2011    |

## Prijs
In 2011 kreeg Basta de derde prijs op het 6de Eurovision Creative Forum van de EBU. De zeven meest eigentijdse en innovatieve programmaformules binnen de EBU vallen op dit forum in de prijzen.
In 2012 kreeg het programma ook De HA! van Humo.
In 2012 kreeg het ook de Prix Europa voor: "best TV concept of the year 2012 to reach new audiences"